# (21523) GONG
(21523) GONG (1998 MW15) – planetoida z pasa głównego asteroid okrążająca Słońce w ciągu 5,21 lat w średniej odległości 3 j.a. Odkryta 26 czerwca 1998 roku.